# Gray (Alt Saona)
|  | Per a altres significats, vegeu «Gray-la-Ville». |

Gray, també Gray-le-Chateau, és un municipi francès al departament de l'Alt Saona de la regió de Borgonya - Franc Comtat. L'any 2007 tenia 6.175 habitants.

## Demografia

### Població
El 2007 la població de fet de Gray era de 6.175 persones. Hi havia 2.712 famílies, de les quals 1.238 eren unipersonals (487 homes vivint sols i 751 dones vivint soles), 633 parelles sense fills, 572 parelles amb fills i 269 famílies monoparentals amb fills.
La població ha evolucionat segons el següent gràfic:

### Habitatges
El 2007 hi havia 3.307 habitatges, 2.759 eren l'habitatge principal de la família, 66 eren segones residències i 482 estaven desocupats. 943 eren cases i 2.335 eren apartaments. Dels 2.759 habitatges principals, 917 estaven ocupats pels seus propietaris, 1.764 estaven llogats i ocupats pels llogaters i 78 estaven cedits a títol gratuït; 189 tenien una cambra, 370 en tenien dues, 720 en tenien tres, 734 en tenien quatre i 746 en tenien cinc o més. 1.215 habitatges disposaven pel capbaix d'una plaça de pàrquing. A 1.355 habitatges hi havia un automòbil i a 556 n'hi havia dos o més.

### Piràmide de població
La piràmide de població per edats i sexe el 2009 era:
| Homes | Edats   | Dones |
| ----- | ------- | ----- |
| 0     | 95 o +  | 41    |
| 27    | 90 a 94 | 93    |
| 75    | 85 a 89 | 198   |
| 42    | 80 a 84 | 87    |
| 105   | 75 a 79 | 205   |
| 136   | 70 a 74 | 116   |
| 132   | 65 a 69 | 168   |
| 178   | 60 a 64 | 143   |
| 154   | 55 a 59 | 163   |
| 195   | 50 a 54 | 191   |
| 162   | 45 a 49 | 248   |
| 188   | 40 a 44 | 228   |
| 227   | 35 a 39 | 206   |
| 287   | 30 a 34 | 245   |
| 252   | 25 a 29 | 286   |
| 186   | 20 a 24 | 237   |
| 220   | 15 a 19 | 224   |
| 188   | 10 a 14 | 223   |
| 213   | 5 a 9   | 210   |
| 205   | 0 a 4   | 173   |

## Economia
El 2007 la població en edat de treballar era de 3.646 persones, 2.451 eren actives i 1.195 eren inactives. De les 2.451 persones actives 2.077 estaven ocupades (1.167 homes i 910 dones) i 374 estaven aturades (171 homes i 203 dones). De les 1.195 persones inactives 289 estaven jubilades, 361 estaven estudiant i 545 estaven classificades com a «altres inactius».

### Ingressos
El 2009 a Gray hi havia 2.617 unitats fiscals que integraven 5.598,5 persones, la mediana anual d'ingressos fiscals per persona era de 13.333 €.

### Activitats econòmiques
Dels 487 establiments que hi havia el 2007, 6 eren d'empreses extractives, 10 d'empreses alimentàries, 3 d'empreses de fabricació de material elèctric, 20 d'empreses de fabricació d'altres productes industrials, 32 d'empreses de construcció, 149 d'empreses de comerç i reparació d'automòbils, 12 d'empreses de transport, 38 d'empreses d'hostatgeria i restauració, 5 d'empreses d'informació i comunicació, 31 d'empreses financeres, 26 d'empreses immobiliàries, 52 d'empreses de serveis, 77 d'entitats de l'administració pública i 26 d'empreses classificades com a «altres activitats de serveis».
Dels 106 establiments de servei als particulars que hi havia el 2009, 1 era una oficina d'administració d'Hisenda pública, 1 oficina del servei públic d'ocupació, 1 gendarmeria, 1 oficina de correu, 8 oficines bancàries, 1 funerària, 11 tallers de reparació d'automòbils i de material agrícola, 1 taller d'inspecció tècnica de vehicles, 3 autoescoles, 7 paletes, 8 guixaires pintors, 3 fusteries, 5 lampisteries, 2 electricistes, 2 empreses de construcció, 12 perruqueries, 1 veterinari, 3 agències de treball temporal, 25 restaurants, 8 agències immobiliàries i 2 tintoreries.
Dels 79 establiments comercials que hi havia el 2009, 1 era, 3 supermercats, 1 un supermercat, 1 una gran superfície de material de bricolatge, 5 botiges de menys de 120 m², 10 fleques, 5 carnisseries, 6 llibreries, 22 botigues de roba, 2 botigues d'equipament de la llar, 4 sabateries, 2 botigues d'electrodomèstics, 3 botigues de mobles, 1 una botiga de mobles, 2 drogueries, 3 perfumeries, 2 joieries i 6 floristeries.
L'any 2000 a Gray hi havia 9 explotacions agrícoles que ocupaven un total de 6 hectàrees.

## Equipaments sanitaris i escolars
El 2009 hi havia 1 hospital de tractaments de curta durada, 1 hospital de tractaments de mitja durada (seguiment i rehabilitació), 2 psiquiàtrics, 1 centre d'urgències, 4 farmàcies i 2 ambulàncies.
El 2009 hi havia 5 escoles maternals i 3 escoles elementals. A Gray hi havia 3 col·legis d'educació secundària, 1 liceu d'ensenyament general i 2 liceus tecnològics. Als col·legis d'educació secundària hi havia 991 alumnes, als liceus d'ensenyament general n'hi havia 767 i als liceus tecnològics 563.

## Fills il·lustres
- Edmond Bour (1832-1867), matemàtic.

## Poblacions properes
El següent diagrama mostra les poblacions més properes.